# Винпоцетин
Винпоцетин (Vinpocetine) — синтетический алкалоид; по утверждению производителя, корректирует нарушения мозгового кровообращения. Его синтезируют из винкамина — алкалоида растения барвинок малый (Vinca minor). Винпоцетин впервые выделен из растения в 1975 году венгерским химиком по имени Чаба Сантай (Szántay Csaba). Синтетический препарат начал производиться в 1978 году венгерской фармацевтической компанией Гедеон Рихтер. Винпоцетин применяется как лекарство в странах Восточной Европы, в США не получил одобрения для фармацевтики и разрешён только как пищевая добавка. Кокрановский метаобзор 2003 года не обнаружил доказательств преимущества данного алкалоида по сравнению с плацебо.
Для винпоцетина нет научных доказательств его эффективности в заявленной области применения.
Президиум Формулярного комитета РАМН РФ в 2007 году признал винпоцетин устаревшим препаратом с недоказанной эффективностью.
Винпоцетин зарегистрирован в качестве фармацевтической субстанции в Германии, России, Китае и некоторых других странах. В США препараты винпоцетина не разрешены к продаже в качестве лекарства и продаются как БАД.
В России и Китае винпоцетин применяют для лечения острого инфаркта головного мозга. Утверждается, что этот препарат улучшает мозговой кровоток пациентов, когнитивные функции, неврологические функции и QOL. В одной китайской статье 2016 года заявляется, что винпоцетин «является эффективным и безопасным компонентом лечения острого церебрального инфаркта».
Согласно инструкции по применению винпоцетина, он оказывает сосудорасширяющее, антиагрегационное, антигипоксическое действие, улучшает мозговое кровообращение. Основной механизм действия — усиление кровоснабжения ишемизированных участков посредством расслабления гладкой мускулатуры сосудов головного мозга.
Винпоцетин входит в российский перечень жизненно необходимых и важнейших лекарственных препаратов.
Средняя цена за 1 таблетку (10 мг действующего вещества) составляет 3,5 российских рубля (2022 г).

## Фармакологические свойства

### Механизм действия
Согласно инструкции  к препарату, винпоцетин избирательно улучшает кровоснабжение головного мозга, уменьшая сопротивление спазмированных сосудов, улучшает гемореологические параметры и микроциркуляцию, усиливает утилизацию глюкозы мозговой тканью и снабжение её кислородом.

### Фармакокинетика
Согласно инструкции к препарату, при приёме внутрь быстро и полностью всасывается. Биодоступность составляет 50—70 %. Связывается с белками плазмы на 66 %. Максимальная концентрация в плазме крови достигается через час после перорального применения. Период полувыведения — приблизительно 5 часов. Винпоцетин выводится с мочой, в основном, в виде метаболитов.
Инструкция к винпоцетину гласит, что терапевтическая концентрация в плазме — 10-20 нг/мл. При парентеральном введении объём распределения составляет 5,3 л/кг.
Согласно инструкции к винпоцетину, он проходит через плаценту и проникает в грудное молоко. Подвергается биотрансформации в печени до аповинкаминовой кислоты, гидроксивинпоцетина, гидроксиаповинкаминовой кислоты, дигидрокси-винпоцетин-глицината. Главный метаболит — аповинкаминовая кислота — обладает некоторой фармакологической активностью.

## Эффективность и безопасность
Метаанализ опубликованных исследований острого инсульта, изучающих краткосрочные и долгосрочные показатели летальности при приёме винпоцетина, продемонстрировал отсутствие клинического эффекта от его применения.
В резолюции заседания Президиума Формулярного комитета РАМН РФ от 16 марта 2007 года винпоцетин признан «устаревшим препаратом с недоказанной эффективностью». Препарат не был допущен на рынок США ввиду недоказанной медицинской эффективности, а также был запрещён в Канаде, Австралии и Новой Зеландии ввиду «недоказанной лечебной эффективности» и высокой вероятности побочных эффектов.
В США винпоцетин не разрешён для использования в качестве фармацевтической субстанции (компонента лекарственных средств) и продаётся в составе БАД, часть из которых содержит винпоцетин в дозировках, превышающих рекомендованные, что представляет опасность для здоровья принимающих такие БАД людей.

### Клинические испытания препарата
Многоцентровые, рандомизированные, плацебо-контролируемые клинические исследования доказали эффективность перорального использования винпоцетина у пациентов с органическим психосиндромом. Недавно проведенные исследования позитронно-эмиссионной томографии доказали, что винпоцетин способен перераспределять региональный мозговой кровоток и улучшать доставку глюкозы мозговой ткани у пациентов с ишемией после инсульта.
В 2006 году исследование эффективности винпоцетина у пациентов с хронической ишемией головного мозга (ХИМ) доказало, что винпоцетин оказывает защитное действие на эндотелий, которое проявляется возобновлением эндотелийзависимой вазодилатации. Данный факт важен для терапии пациентов с артериальной гипертензией, так как восстановление функции эндотелия является первостепенной целью для обеспечения органопротективной терапии у пациентов с поставленным диагнозом ХИМ или ДЭП (дисциркуляторная энцефалопатия).
По состоянию на 2003 год было проведено три клинических испытания винпоцетина у пожилых людей с нарушениями памяти. Данные исследования были многообещающими, но в 2003 году Кокрейновский обзор решил, что результаты оказались неубедительными. Ряд источников относит винпоцетин к препаратам с недоказанной эффективностью.
В многоцентровом клинико-эпидемиологическом наблюдательном исследовании «ГЛОБУС» (определение распространенности головокружения и оценка схем терапии на амбулаторном уровне), в котором принимали участие 6065 пациентов с жалобами на головокружение из 59 регионов РФ, было доказано, что винпоцетин в дозе 30 мг в сутки в течение 2 месяцев лечения значительно снижает жалобы на системное (в 3,5 раза↓) и несистемное (в 3,9 раза↓) головокружение, обеспечивая коррекцию неустойчивости при ходьбе (в 2,5 раза↓); При курсовом приеме винпоцетина 10 мг дополнительно достоверно уменьшается головная боль разной степени выраженности и локализации (в 2 раза↓), шум в ушах (в 2,8 раза↓), астения (в 2,8 раза↓), тревога (в 3,2 раза↓); Винпоцетин 10 мг рекомендован для терапии головокружения и неустойчивости при ходьбе.
По данным многоцентрового клинико-эпидемиологического исследования «КАЛИПСО», включающего 4865 пациентов с хронической цереброваскулярной недостаточностью, связанной с артериальной гипертензией, лечение винпоцетином значительно снижает жалобы пациента на головную боль, системное головокружение, шум в ушах, шаткость походки (p <0,001), снижает тяжесть неврологических симптомов (p <0,05), а также улучшает показатели по шкале Тиннетти (p <0,001) И MMSE (p <0,001). Был подтверждён благоприятный профиль безопасности препарата.
В опубликованной на венгерском языке статье 2012 года утверждается, что «у пациентов с хроническим цереброваскулярными заболеваниями винпоцетин улучшает нарушенные гемореологические показатели, обладает значительными сосудорасширяющими свойствами, улучшает эндотелиальную функцию, исследования нейровизуализации показывают избирательное увеличение мозгового кровотока и церебрального метаболизма, все из которых потенциально полезны при цереброваскулярных заболеваниях и могут улучшить когнитивные функции», однако английский абстракт той же статьи утверждает, что клинические исследования не показали эффективности алкалоида: «several meta-analysis of the existing studies in acute stroke examining short and long term fatality rates with vinpocetin was unable to assess efficacy».

## Побочные действия
Согласно инструкции к винпоцетину, у него имеются побочные действия в отношении сердечно-сосудистой системы — снижение артериального давления, редко — экстрасистолия, тахикардия, увеличение времени возбуждения желудочков.
В 2019 году FDA (США) выпустило предупреждение женщинам фертильного возраста об опасности применения пищевых добавок с винпоцетином ввиду опасности для плода и опасности выкидыша.

## Критика
Как отмечается в предупреждении FDA, винпоцетин используется в качестве лекарственного препарата лишь в некоторых странах за пределами США (в самих США препарат к использованию в качестве лекарственного средства не допущен).
В документах ВОЗ рекомендации к применению винпоцетина отсутствуют.